# Неделчо Ганев
Недèлчо Гàнев е български поет и писател.

## Биография
Неделчо Ганев е роден на 4 юли 1944 г. в село Изворово, Чирпанско. Завършва Техникум по механотехника в Пловдив и специалността „Българска филология“ в СУ „Свети Климент Охридски“.
Работи във военните заводи „Арсенал“ – Казанлък като настройчик и редактор на заводския вестник.
Неделчо Ганев е почетен гражданин на Чирпан и член на Съюза на българските писатели. Автор е на двадесет книги с поезия: „Зелена фабрика“, „Двойна спирала“, „Индуктивна магия“, „Генетична капсула“, „Вечното сега“, „Свръхзвукова светулка“, „Зърнени букви“, „Зародишни срички“ и други, както и на десет книги с проза: „Трети завет“, „Бинарна луна“, „Трикрако столче“, „Записано на рабош“ и други.
Почива на 19 юли 2023 г.